# Breviea
Breviea é um género botânico pertencente à família Sapotaceae.

## Espécies
- Breviea sericea, Aubrev. & Pellegr.